# Eucleodora
Eucleodora är ett släkte av fjärilar. Eucleodora ingår i familjen praktmalar, Oecophoridae.
Kladogram enligt Catalogue of Life:
| Eucleodora | \| \| Eucleodora chalybeella \| \| \| \| \| \| Eucleodora cocae \| \| \| \| \| \| Eucleodora coronis \| \| \| \| \| \| Eucleodora ingrata \| \| \| \| \| \| Eucleodora obelitis \| \| \| \| \| \| Eucleodora plumbipictella \| \| \| \| \| \| Eucleodora stannifera \| \| \| \| |
|            | \| \| Eucleodora chalybeella \| \| \| \| \| \| Eucleodora cocae \| \| \| \| \| \| Eucleodora coronis \| \| \| \| \| \| Eucleodora ingrata \| \| \| \| \| \| Eucleodora obelitis \| \| \| \| \| \| Eucleodora plumbipictella \| \| \| \| \| \| Eucleodora stannifera \| \| \| \| |
|            | Eucleodora chalybeella |
|            | |
|            | Eucleodora cocae |
|            | |
|            | Eucleodora coronis |
|            | |
|            | Eucleodora ingrata |
|            | |
|            | Eucleodora obelitis |
|            | |
|            | Eucleodora plumbipictella |
|            | |
|            | Eucleodora stannifera |
|            | |